# Jan Ostrowski (socjalista)
Jan Ostrowski, w literaturze także jako Janusz Ostrowski, pseud. „Hart” (ur. 1910, zm. 17 sierpnia 1944 w Warszawie) – tramwajarz, dowódca plutonu 323 w III batalionie OW PPS im. Stefana Okrzei na warszawskiej Woli. Uczestnik walk na Woli i Muranowie w trakcie powstania warszawskiego. Zmarł w wyniku odniesionych ran.

## Życiorys
Elektryk. Wieloletni pracownik, na stanowisku majstra, w Głównych Warsztatów Tramwajów Miejskich na Woli. Według innej wersji pracownik Wydziału Budowlano-Drogowego Tramwajów Miejskich.
Od 1939 członek Gwardii Ludowej WRN. W stopniu starszego ogniomistrza artylerii dowodził kadrową 2 kompanią, a po przekształceniu 323 plutonem Armii krajowej w III batalionie Gwardii Ludowej WRN. W 1943 organizator zamachu na Alfreda Dehnela, niemieckiego naczelnika Warsztatów tramwajowych Wola. Na czele swojego plutonu walczył na Woli, następnie w ramach kompanii wolskiej dowodził plutonem na Muranowie w zgrupowaniu „Leśnik”. Ciężko raniony 10 sierpnia w boju na ulicy Inflanckiej. Zmarł siedem dni później w szpitalu.
Odznaczony pośmiertnie 16 sierpnia Krzyżem Walecznych. Odznaczony pośmiertnie rozkazem dowódcy AK nr 424 z 18 września 1944 Krzyżem Srebrnym Orderu Virtuti Militari „za dzielność, inicjatywę i dobry przykład dla podwładnych”. Order został zweryfikowany pozytywnie uchwałą Kapituły Orderu Wojennego Virtuti Militari z dnia 13 października 2011. Prawdopodobnie pośmiertnie awansowany do stopnia podporucznika.